# Пивоварова, Инесса Александровна
Инесса Александровна Пивоварова (урожд. Киселёва; род. 1939) — советская баскетболистка, чемпионка мира и Европы.

## Биография
Родилась 5 августа 1939 года в Улан-Баторе (Монголия) в семье военного. В 1946 году её отец был направлен работать в Житомир (УССР), в 1947 году семья переехала в Ленинград, где Инесса пошла в школу № 19 в Чеховском переулке. В седьмом классе Киселёва перешла в 194-ю среднюю школу, которую окончила в 1957 году. В 1953 году занималась плаванием.
В 1955 году начала заниматься баскетболом в ленинградском СКА. В 1959 году стала капитаном юношеской сборной Ленинграда по баскетболу и участвовала в юношеской спартакиаде в Москве. Победителей награждали в Георгиевском зале Кремля.
В 1961 году Киселёва была приглашена в сборную СССР по баскетболу. В 1962 году она в составе сборной стала победительницей чемпионата Европы, проходившего во французском Мюлузе.
В 1963 году, уже как Инесса Пивоварова, переехала в Киев, где стала капитаном местного «Динамо».
В 1965 году Пивоварова вернулась в сборную, в её составе заняла первое место на Универсиаде в Будапеште (Венгрия). В 1967 году она вместе со сборной выиграла золотые медали чемпионата мира, проходившего в Чехословакии.
В 1969 году Пивоварова закончила спортивную карьеру и отбыла с мужем, который был направлен на преподавательскую работу в Камбоджийский Политехнический Университет. После государственного переворота 1970 года семья досрочно вернулась в Киев. В 1972 году семья уехала в командировку в Алжир, вернулась в 1976 г.
В 1977 году Инесса Александровна окончила Киевский институт народного хозяйства им. Коротченко, где в связи с командировками супруга училась заочно, и поступила работать в Комитет по физической культуре и спорту УССР инструктором международного отдела. Там она проработала 11 лет.
В 1983 году Пивоварова ездила в командировку в Бирму со сборной командой волейболистов. В 1988—1991 годах вместе с мужем находилась в командировке в Алжире. В 1993—1998 годах муж Инессы Александровны был послом Украины в Гвинее. После возвращения Пивоварова вышла на пенсию.

## Семья
Мать — Игнатьева Антонина Павловна (14 марта 1910 г.) родилась в Санкт-Петербурге в семье рабочих. Отец — Киселев Александр Георгиевич (3 июня 1905 г.) в семье крестьян. Родители работали на заводе «Красный треугольник», где и познакомились в 1932 году и поженились. 9 февраля 1934 года в семье родился сын Альберт. В 1937 году по направлению партии Александр Георгиевич поступил в Военную академию Генерального штаба и в 1939 году с семьей уехал в командировку в Монголию, был полковником СМЕРШа в особом отделе.
5 февраля 1962 года Инесса Александровна вышла замуж за Валерия Константиновича Пивоварова, баскетболиста, судью международной категории, впоследствии преподавателя, дипломата. 9 октября 1964 года у них родилась дочь Юлия.
11 января 1971 года родилась вторая дочь Наталия.